# Eduard Vílchez Ortiz
Eduard Vílchez Ortiz (Sabadell, 22 de setembre de 1967) és un exfutbolista i entrenador català. Com a futbolista ocupava la posició de migcampista atacant.

## Trajectòria
Sorgeix del planter del Reial Madrid. Amb el Castilla juga a Segona Divisió la temporada 88/89, en la qual marca sis gols en 32 partits. Arriba a debutar amb el primer equip merengue en diversos partits de pretemporada, sense participar-hi a la Lliga.
A la campanya 89/90 debuta a primera divisió, cedit pel Reial Madrid al CD Logroñés, encara que només juga 10 partits i marca un gol. A l'any següent és cedit de nou, ara al Reial Valladolid, on és titular.
Sense continuïtat al club del Santiago Bernabéu, el 1991 fitxa pel RCD Espanyol. Només hi apareix en cinc ocasions, i per la temporada 92/93 recala al Palamós CF, junt a altres futbolistes de la disciplina espanyolista.
El migcampista seria un dels jugadors més destacats del Palamós durant la dècada dels 90. Va signar dues bones temporades a Segona Divisió entre 1992 i 1994 (75 partits i vuit gols). La temporada 94/95 fa una breu estada a l'Elx CF, i de nou a l'equip palamosí, que ara militava a Tercera Divisió arran dels problemes econòmics. Vílchez va actuar amb els blau-i-or a Tercera i a Segona B, fins a l'any 2000. Eixe any recala al Palafrugell, on ja havia estat uns mesos abans. El 2002 penjaria les botes, després de passar la darrera temporada al Peralada.

### Com a entrenador
Inicia la seua trajectòria a les banquetes a l'any següent de retirar-se, a la campanya 2002-2003 i com a segon entrenador del CD Logroñés. També es faria càrrec del San Marcial, filial dels riojans. La temporada 2004-2005 anava a ser l'entrenador del Logroñés, però el descens administratiu ho va impedir.
A finals del 2004 es fa càrrec del CD Linares, on només roman sis partits. Posteriorment dirigiria la UD Los Barrios, fins a gener del 2007. Eixe any retorna a Catalunya per dirigir el CF Peralada a l'antiga Primera Divisió catalana. L'estiu del 2009 fitxa per un nou equip andalús, la Balompédica Linense. Un cop acabada aquesta temporada retorna al Peralada un any més, i després, a la temporada 2011-2012 s'incorpora a les files del cos tècnic de les categories inferiors del FC Palafrugell com a coordinador.
A mitjans de la temporada 2011-2012 signà pel Palamós CF de Primera Catalana. A la següent temporada ajudaria a pujar la UE Olot a Segona Divisió B. L'octubre de 2014 signà per la UE Figueres de Tercera Divisió.